# Jan Klaassen (pop)

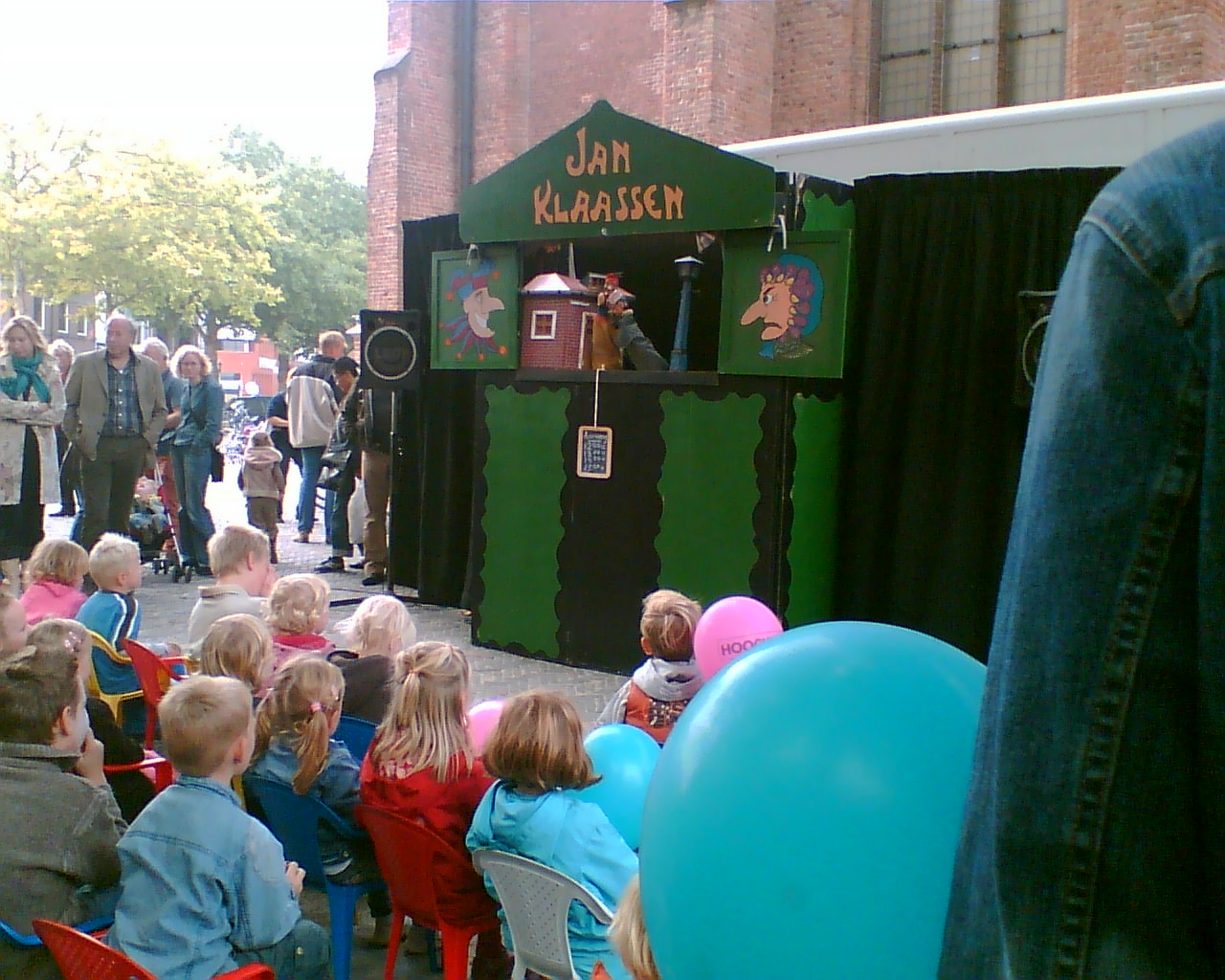
Poppenkast met Jan Klaassen

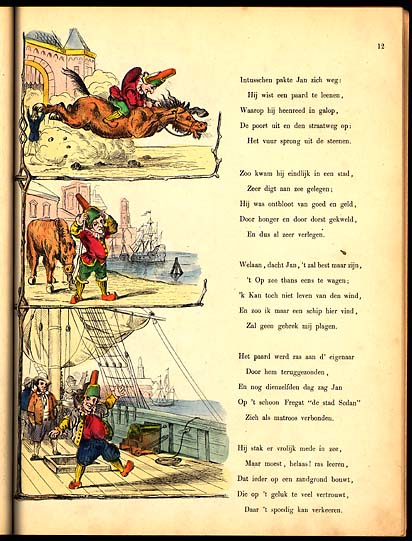
Prent uit Het leven van Jan Klaassen (1864) van Jan Schenkman

Jan Klaassen (ook gespeld als Klaasen) is, samen met zijn vrouw Katrijn, de hoofdpersoon van een poppenkastspel dat al eeuwenlang bekend is in Nederland.
Jan Klaassen is hoogstwaarschijnlijk gebaseerd op Pulcinella uit de Italiaanse commedia dell'arte en had oorspronkelijk hetzelfde uiterlijk, namelijk een hoge bochel en een puntige buik. Hij heeft een grote, snavelachtige neus die rood is van de drank. De kin is naar de neus toe gebogen. Hij draagt een hoge puntmuts die naar voren hangt, met een belletje of kwast aan de punt. Zijn voeten steken in klompen.
Hij is een dommig personage met een gouden hart. Hij betrekt het publiek vaak bij het spel. Zo zal hij hen vragen op een bepaald voorwerp te letten en hem te roepen als er wat mee gebeurt. Dat dit verkeerd afloopt staat bij voorbaat al vast. Toch hebben al zijn avonturen een happy end.
Het Jan Klaassenspel wordt traditioneel gespeeld met handpoppen in een poppenkast. Jan Klaassen wordt door de poppenspeler altijd op de rechterhand gehouden, de andere personages op de linkerhand. Er zijn ook spelers die Jan Klaassenvoorstellingen met marionetten geven.

## Oorsprong
Volgens één overlevering zijn de poppenkastfiguren gebaseerd op twee inwoners van de Jordaan, Jan Klaassen en Katrijn Pieters. Zij waren in 1686 in de Nieuwe Kerk getrouwd. Catharina woonde in de Tuinstraat, Jan in de Anjeliersstraat. Zíj dronk, en híj hield niet van hard werken. Jan Klaassen begon een poppenkast en vermaakte boeren, burgers en buitenlui met de uitbeelding van zijn rumoerige huwelijksleven. Hun huwelijk kende echter zoveel wantoestanden dat de kerkenraad van de Amsterdamse hervormde gemeente op 21 januari 1706 besloot het stel ter verantwoording te roepen en het paar vervolgens onder toezicht stelde.

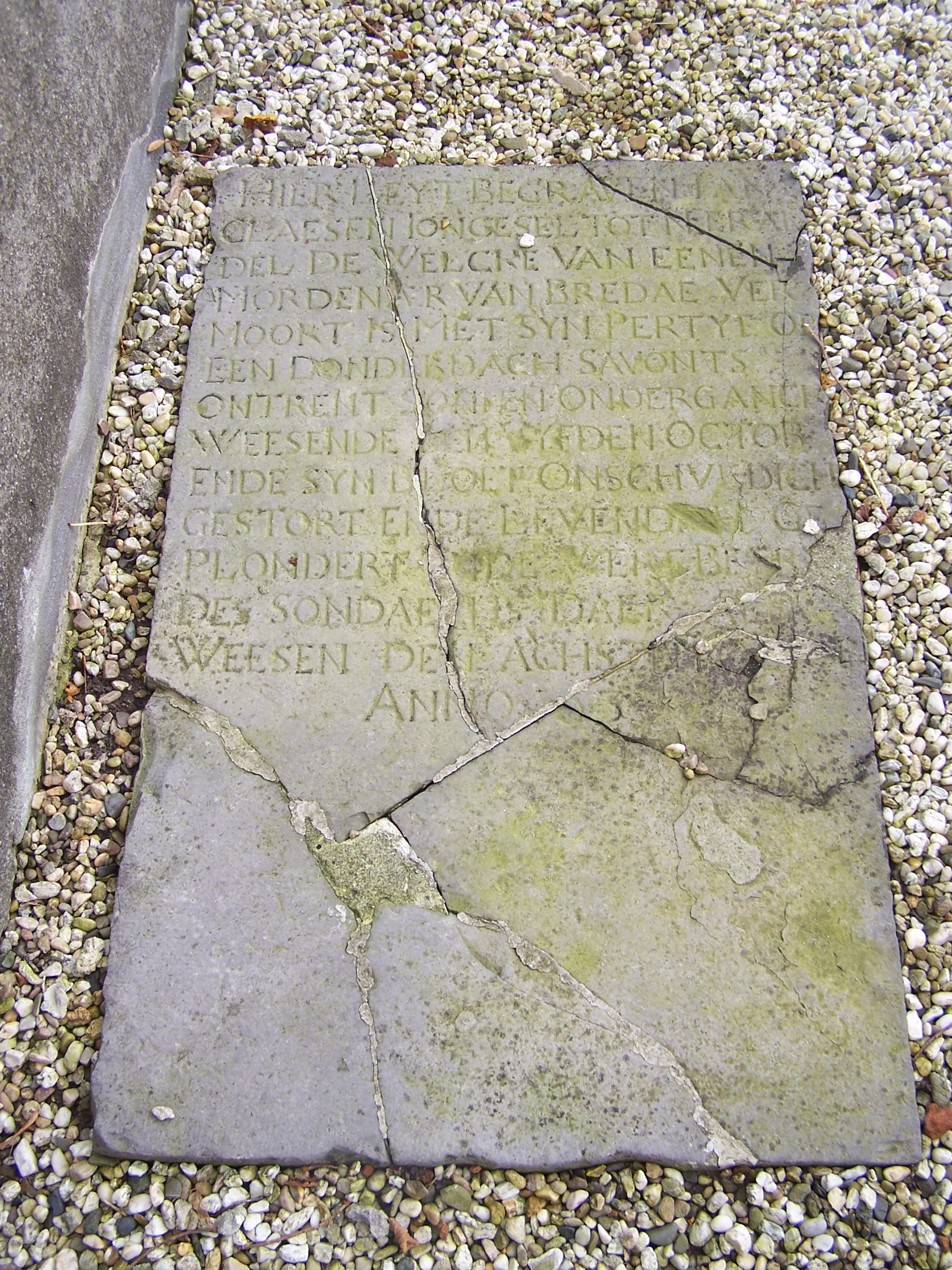
Grafsteen van Jan Claesen (mogelijk de oorsprong van het figuur Jan Klaassen) in Andel

Jan Klaassen op een buffel (eigenlijk een os) uit De nieuwe rijschool

Volgens een andere overlevering was Jan Claesen oorspronkelijk een trompetter in het leger van Frederik Hendrik; later gaf hij samen met zijn vrouw Katrijn poppenkastvoorstellingen. Hij werd geboren rond 1634 en is begraven in Andel. Dit verhaal staat in de Winkler Prins (zesde druk) en wordt door Rob de Nijs bezongen in het lied Jan Klaassen de trompetter (waarin Jan voor de kinderen op zijn trompet speelt).

## Vergelijkbare figuren

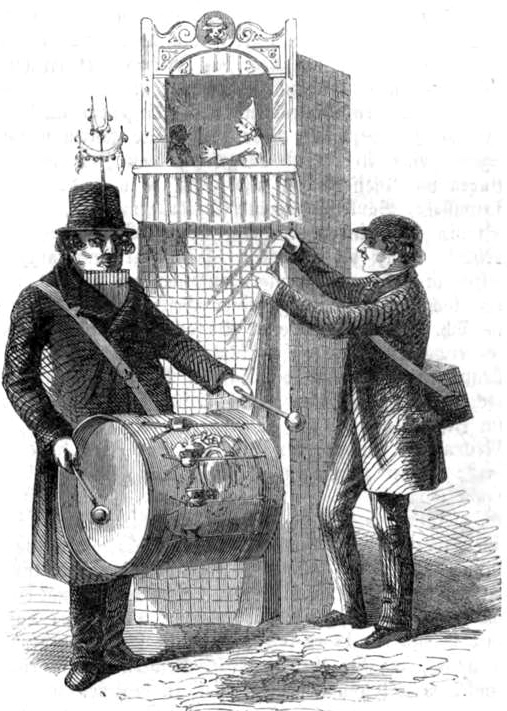
Mr. Punch, Das festliche Jahr in Sitten, Gebräuchen und Festen der germanischen Völker, 1863

In het Engels heten Jan en Katrijn Punch and Judy. Jan Klaassen heet in het Frans Polichinelle en in het Duits Kasperl. Andere vergelijkbare figuren zijn Cristobita (Spanje), Petroesjka (Cyrillisch: Петрушка) (Rusland), Guignol (Frankrijk), Karagiozis (Griekenland) en Karagöz en Hacivat (Turkije). In het Antwerpse poesjenellentheater zijn twee op Pulcinella gebaseerde figuren, de Neus en de Bult.
Voordat Jan Klaassen zijn opwachting maakte, kende men in Nederland Hansworst.

## Jan Klaassen in literatuur en populaire cultuur
- In 1973 zong Rob de Nijs het lied Jan Klaassen de Trompetter dat verwijst naar Jan Claesen, mogelijk de oorsprong van het figuur Jan Klaassen. De tekst van dit lied is geschreven door Lennaert Nijgh en de muziek door Boudewijn de Groot.
- Leonard Roggeveen (1898-1959), onderwijzer en schrijver van kinder- en jeugdboeken, onder andere over Jan Klaassen; Felix Hess (1878-1943), een Nederlands illustrator, tekende aan die boeken
- Joop Klant schreef in 1946 De geboorte van Jan Klaassen, een bekroonde roman
- Ben Wierink (1856-1939), een Nederlandse tekenaar, kunstschilder; tekende en schreef in 1903 een prentenboek Jan Klaassen
- Francine Oomen (1960), een Nederlandse schrijfster en illustratrice, schreef boeken over Jan Klaassen
- Aart Clerkx (1945), een tekenaar van alternatieve strips, waaronder Jan Klaassen (1983); zie Lijst van strips uit De Vrije Balloen#Aart Clerkx voor een lijst van zijn strips rond Jan Klaassen
- Renée Kool (1961), een Nederlandse beeldend kunstenaar, gaf opdracht voor teksten over Jan Klaassen
- Johan Elsensohn (1884-1966), Nederlands acteur en toneelschrijver, schreef Allemaal Jan Klaassen
- Jaap Geraedts (1924-2003), een Nederlands componist en fluitist, schreef in 1944 Jan Klaassen - serenade: voor hobo en piano
- Joop van der Horst (1949), een Nederlandse hoogleraar, schreef met E.A. Binnerts in 1984 Jan Klaassen op herhaling. Een andere kijk op grammatica
- Jan Schenkman (1806-1863), bedenker van de huidige Sinterklaastraditie, schreef Het leven van Jan Klaassen (1859)
- Paul Geerts schreef De poppenpakker (1973), een Suske en Wiske-album waarin Jan Klaassen figureert
- Jan Klaassen komt voor in het werk van de schrijver Cor Ria Leeman als een soort kinderversie van Tijl Uilenspiegel.
- Jan Klaassen en Katrijn vervulden allebei een rol in De film van Ome Willem. De stem van Jan Klaassen werd ingesproken door Pieke Dassen (August) en die van Katrijn eerst door Jennifer Willems (Teuntje) en later door Aart Staartjes (Toon) die samen met Edwin Rutten (Ome Willem) de overige personages voor hun rekening namen.
- De graficus Harry van Kruiningen (1906-1996) maakte twee etsen: Jan Klaassen trouwt met Katrijn Pieters en Jan Klaassen en Katrijn door de kerkeraad ter verantwoording geroepen. De etsen zijn uit de serie Leven en Willekeur in Amsterdam, 33 etsen geïnspireerd op middeleeuwse willekeuren, rechterlijke uitspraken en andere historische documenten (Amsterdam Museum, 1970)
- De nieuwe rijschool, het eerste Nederlandse beweegbare prentenboek voor kinderen uit 1858, bevat een lithografie van Jan Klaassen (Polichinel) op een buffel (eigenlijk een os)

## Wetenswaardigheden
- De benaming "Jan Klaassen" wordt vaak gegeven aan houterige, inhoudsloze mensen. "Houten Klaas" is hiervan afgeleid.
- In Braamt ligt het pretpark Het Land van Jan Klaassen, met als hoofdthema Jan Klaassen en zijn avonturen.